# Peliperdix lathami
Il francolino di Latham (Peliperdix lathami, Hartlaub, 1856) è un uccello galliforme della famiglia dei Fasianidi originario dell'Africa occidentale e centrale. È l'unico rappresentante del genere Peliperdix.

## Descrizione

### Voce
Il richiamo di allarme è un coo simile a quello della tortora o un kwee, coo, coo ripetuto di frequente. Sono noti anche una serie di fischi acuti, uniformi e prolungati, nonché un grido flautato. Quando gli individui si spostano in gruppo nella foresta viene emesso un gloglottio di contatto.

## Biologia

### Comportamento
È un francolino molto schivo e difficile da osservare, in quanto non si allontana quasi mai dalla copertura vegetale. Si sposta in coppie o in gruppi familiari attraverso il sottobosco della foresta, andando in cerca di cibo lungo i sentieri e cercando le sostanze di cui si nutre raspando nella lettiera di foglie. È particolarmente attivo e rumoroso durante la notte, quando emette le sue vocalizzazioni da terra o dagli alberi, dove probabilmente si appollaia. In caso di allarme, scappa nel sottobosco o si immobilizza sul posto; tuttavia, davanti all'intruso, si alza in volo all'ultimo momento, con colpi d'ala tremolanti e atterrando a brevissima distanza

### Alimentazione
La sua dieta è costituita prevalentemente da invertebrati (90%) – piccoli molluschi, coleotteri, termiti del genere Basidentitermes e formiche del genere Psalidomyrmex – e da qualche sostanza di origine vegetale (10%) – frutti, quali quelli delle palme Elaeis sp., cariossidi, germogli e giovani foglie.

### Riproduzione
La riproduzione varia in base alle condizioni locali, ma sembra essere correlata alla stagione secca. Il periodo di deposizione delle uova cade in febbraio e in dicembre nel Camerun occidentale, in dicembre nel Camerun meridionale, in dicembre e in aprile nella Repubblica Democratica del Congo, in agosto in Uganda. Nidi contenenti delle uova sono stati segnalati in gennaio-febbraio in Sierra Leone e in febbraio in Ghana. Le uova vengono deposte su un rivestimento di foglie secche posto tra i contrafforti del tronco degli alberi. Uno studio ha indicato un tasso di successo della schiusa dell'80%.

## Distribuzione e habitat
Questa specie è presente in Sierra Leone, in Liberia, nelle regioni meridionali di Costa d'Avorio, Ghana e Nigeria, nel Camerun sud-occidentale, nella Repubblica Democratica del Congo, in Guinea Equatoriale, in Gabon, nella Repubblica del Congo sud-occidentale e nell'estremità nord-occidentale dell'Angola.
Il francolino di Latham vive prevalentemente nelle foreste primarie di bassa quota (fino a 1400 m in Uganda), ma in certi casi si può trovare anche nelle foreste secondarie fitte, persino lontano dalla foresta primaria, come in Sierra Leone. È presente anche nelle foreste a galleria in Sudan e nei boschetti costieri in Ghana.

## Tassonomia
Ne vengono riconosciute due sottospecie:
- P. l. lathami (Hartlaub, 1854), diffusa dalla Sierra Leone alla Repubblica Democratica del Congo nord-occidentale e all'Angola;
- P. l. schubotzi (Reichenow, 1912), diffusa dalla Repubblica Democratica del Congo occidentale al Sudan sud-occidentale, all'Uganda occidentale e alla Tanzania nord-occidentale.

## Conservazione
Il francolino di Latham è difficile da osservare, in quanto il suo piumaggio lo aiuta a confondersi tra la vegetazione della foresta. La distruzione delle foreste rappresenta probabilmente la minaccia principale, alla quale si aggiunge la pressione della caccia e del bracconaggio. Le popolazioni di Uganda e Sudan sono probabilmente in diminuzione a causa della frammentazione dell'habitat.